# La Tribune de Tours
La Tribune de Tours est un hebdomadaire gratuit d'informations locales lancé en France le 16 octobre 2008 par la SARL Nouvelle Société de Presse Gratuite de la Région Centre (NSPGRC), gérée par Laurent Rouault.

## Historique
La Tribune de Tours est diffusée chaque jeudi à 20 000 exemplaires sur l'ensemble de l'agglomération de Tours.
L'hebdomadaire, financé intégralement par la publicité, vise un public de foyers urbains et actifs, peu ou pas fidélisés par la presse de proximité traditionnelle. Des lecteurs âgés de 20 à 50 ans, majoritairement cadres et habitant l'agglomération.

## Éditions
Il existait deux autres éditions de la Tribune : La Tribune d'Orléans lancée en septembre 2006, et La Tribune d'Angers lancée en 2010 et arrêtée dès 2015. À l'occasion de la reprise par la société Scoop communication de l'entreprise éditrice, une fusion des titres de Tours et d'Orléans est opérée pour former La Tribune hebdo.

## Format
La Tribune de Tours est éditée au format tabloïd.